# Chefferie de Banka
La Chefferie Supérieure Banka est située dans l'arrondissement de Bafang, département du Haut-Nkam, région de l'Ouest du Cameroun. Elle est classée au premier degré par l'Arrêté no 019/CAB/PM du 07 février 1981 qui définit les groupements traditionnels de premier degré.
Le nom « Banka » viendrait de Nka’, signifiant « lumière » en langue locale. Selon la tradition orale, le village aurait été fondé par un certain Mandjieu, remplacé par Nkwahom, un chasseur et guérisseur venu du pays Bamoun, qui aurait pris le pouvoir par ruse. La chefferie connaît ensuite une succession de dirigeants dont l’histoire est marquée par des conflits dynastiques

## Histoire
Le nom « Banka » viendrait de *Nka’*, qui signifie « lumière » en langue locale, en référence à la clarté qui guide ou éclaire le peuple.
Selon la tradition orale, le village aurait été fondé par un chef nommé Mandjieu, dont l’origine exacte reste inconnue. Il aurait été renversé par Nkwahom, un chasseur et guérisseur originaire du pays Bamoun, dans la région du Noun. Nkwahom, d’abord soldat et guérisseur au service de Mandjieu, serait parvenu à prendre le pouvoir par ruse. Il est considéré comme l’ancêtre de la dynastie actuelle.
La chefferie a ensuite connu plusieurs successions dynastiques. Parmi les figures notables, Fo Nitcheu aurait accédé au trône au détriment d’un frère supposément légitime. À sa mort, la contestation autour de la succession déclencha une longue période de crise. Ce n’est qu’après treize années de conflits que Fo Monkam Tientcheu David, frère consanguin de Fo Nitcheu, fut intronisé comme chef traditionnel.
Ce récit est issu de la tradition orale locale et constitue un pan important de la mémoire collective du groupement de Banka,.

## Dynastie
La chefferie traditionnelle de Banka a connu plusieurs chefs (Fo) au fil des siècles. Voici la liste chronologique des dirigeants avec leurs périodes de règne :
- Fo Kwahoum (1629–1663)
- Fo Emhi (1669–1702)
- Fo Mouaffi (1705–1717)
- Fo Yossa (1718–1756)
- Fo Kamlok (1756–1803)
- Fo Nitcheu I (1804–1870)
- Fo Tientcheu I (1871–1913)
- Fo Djomgoué (1913–1965)
- Fo Monkam Tientcheu David (1984–2012)
- Fo Monkam Toukam Paul Arnauld (2012–présent)

Depuis 2012, S.M. Monkam Toukam Paul Arnauld est le chef actuel du groupement de Banka

## Voir Aussi

### Liens Externes
- Site officiel